# Nedelinramp
De Nedelinramp was een ramp met een nieuw type ICBM, die op 24 oktober 1960 plaatsvond op Bajkonoer. Hierbij vonden officieel 90 mensen de dood. Dit wordt beschouwd als de grootste ramp met een raket op de grond.

## Wedijver tussen Koroljov en Jangel

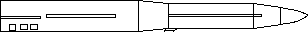
De R-16 raket

De toenmalige Russische ICBM's kenden alle grote nadelen, die hun praktische inzetbaarheid sterk beperkten. Zowel de R-12 als R-14 konden slechts NAVO-staten treffen, maar niet de VS zelf bereiken. De R-7 kon dat wél, maar benutte o.a. vloeibare zuurstof. Die moest sterk worden gekoeld en vereiste ingewikkelde opslag- en aftanksystemen. De Sovjet-Unie zocht daarom naar een betere raket. Ontwerper Koroljov zette zijn kaarten op de R-9; die vertrouwde echter eveneens op vloeibare zuurstof. Koroljov ondervond tegenstand van ontwerper Michail Jangel. Jangel wees er op, dat de voorbereidingen voor een R-7 lancering minstens zeven uur in beslag namen. In zijn optiek was dit onaanvaardbaar lang tijdens een nucleair conflict met de VS; dit zou hooguit tien minuten mogen duren. Als de Amerikanen besloten als eerste aan te vallen, zouden deze de R-7 lanceerinstallaties vernietigen voordat de Russen konden terugslaan. Daarna beschikten ze niet langer over middelen om de VS rechtstreeks met kernkoppen te bestoken. Jangel vond Koroljovs benadering principieel fout en zocht naar stuwstoffen, die qua gebruik en opslag (hoger kookpunt) makkelijker hanteerbaar waren.
Jangel kreeg steun van de chef van de raketstrijdkrachten, maarschalk Mitrofan Nedelin.

## Ontwikkelingsproblemen
De ontwikkeling van de nieuwe raket, de R-16, ging gepaard met talloze problemen. Maar Nedelin wenste partijleider Chroesjtsjov te overtuigen om voor dit ontwerp te kiezen en plande daarom een lancering vóór 7 november, de verjaardag van de Oktoberrevolutie. Jangel stemde hier schoorvoetend mee in. Nedelin hield de druk op de ketel en ondanks alle technische moeilijkheden werd het eerste testexemplaar in september 1960 afgeleverd. Dit was tien maanden eerder dan gepland. Overlevenden verklaarden later dat de R-16 voortdurend technische problemen kende en bleef houden, ook na aanvang van de testen.  

## Grove inbreuk op veiligheidsprotocol
Op 21 oktober werd het prototype vervoerd naar lanceerplatform 41. Problemen bleven tijdens transport en eerste checks op het platform achterwege en twee dagen later begon het aftanken van de R-16 raket. Chroesjtsjov belde voortdurend naar Nedelin en Jangel om te informeren naar de stand van zaken. Deze lapten de veiligheidsprocedure tijdens aftanken aan hun laars. Die schreef voor, dat tijdens aftanken alle personeel, wiens aanwezigheid niet strikt vereist was, het terrein verliet. Zowel Jangel als Nedelin bleven, samen met ongeveer 150 anderen, aanwezig op het platform. Plaatselijke officieren durfden het niet aan om hierover hun bedenkingen te uiten: Nedelin was hun meerdere. 
Er ontstond een brandstoflek en meerdere elektrotechnische mankementen. Een voorstel om de rakettanks weer leeg te pompen verwierp Nedelin; de technici verrichtten hun reparaties maar bij een afgetankte raket. 

## Zwarte maandag

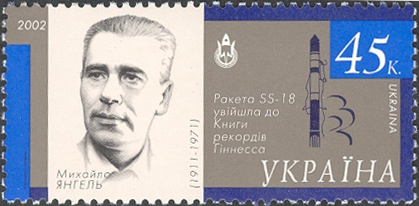
Oekraïense postzegel met Michail Jangel

### Aanloop
Op 24 oktober hielden de technische problemen echter aan. Inmiddels nam de staatscommissie, belast met het toezicht op het project, haar intrek in het controlecentrum van platform 43, zo'n 800 meter verwijderd van platform 41. Die ochtend belde het Kremlin minstens tweemaal via een speciale telefoonlijn met Nedelin om op de hoogte te blijven van de vooruitgang. Toen het zoveelste technische probleem een half uur uitstel veroorzaakte, begaf Nedelin zich op het platform. In zijn kielzog volgden Jangel en anderen om persoonlijk de leiding te nemen. Door de enorme tijdsdruk vonden reparaties en lanceervoorbereidingen gelijktijdig plaats. Tijdrovende veiligheidsprocedures liet men achterwege.
De technische staf was het ontgaan dat de PTR, een onderdeel dat diverse systemen inschakelde, na een test een foute instelling had. Hierdoor schakelden accu's en brandstofleidingen zich in; slechts een ventiel voorkwam nu nog spontane ontbranding van de raketmotoren (de gebruikte stuwstoffen waren hypergool). Een technicus resette vervolgens per ongeluk de PTR. De gevolgen waren catastrofaal. Chroesjtsjovs zoon Sergej maakt in zijn memoires gewag van een getuige in de commandobunker, die iemand hoorde vragen: "Dus ik moet de PTR op nul zetten?" waarop als antwoord: "Ga je gang." volgde. Echter tijdens terugzetten naar de nulpositie schakelde de PTR een elektrisch aangedreven pneumatisch ventiel in, dat de ontsteking van de motor van de tweede trap controleerde. Dit was bedoeld als backup voor het hoofdbesturingssysteem, mocht dat onverhoopt niet functioneren. Maar deze schakeling was uitsluitend voor gebruik tijdens de vlucht, niet voor testen op de grond.

### Explosie
Om 18.45 uur plaatselijke tijd, ongeveer 30 minuten voor het beoogde lanceringstijdstip, bevonden zo'n 250 mensen zich nog in de directe nabijheid van de raket. Volkomen onverwachts ontbrandde de tweede trap. De vlam vrat zich in een mum van tijd door de wand van de brandstoftank in de eerste trap. Dit resulteerde in een reeks hevige explosies, die twintig seconden aanhielden en tot 50 km ver zichtbaar waren. Platform 41 veranderde in een 120 meter brede vuurzee; de bijtende stuwstoffen vlogen alle kanten op.
De gelukkigen onder de slachtoffers stierven meteen, anderen verbrandden langzaam terwijl ze in lichterlaaie wegrenden of stikten in de giftige gassen, weggedoken in greppels. Door een snelle reactie van de chef van het filmteam (van het Ministerie van Defensie) zijn er beelden van de ramp. Zodra die de ontsteking van de tweede trap ontwaarde, gaf hij opdracht om de op afstand bediende camera's in te schakelen.
Nedelin kwam bij de explosie om het leven. Jangel, die even wegging om een sigaret te roken, overleefde het maar raakte in shock van de afschuwelijke aanblik die zich voor zijn ogen ontvouwde. Zijn collega's moesten hem in bedwang houden toen hij het platform wou betreden.

## Onderzoek en aantal slachtoffers
Meteen na de ramp gelastte Chroesjtsjov een onderzoek. Deze commissie werd voorgezeten door Leonid Brezjnev. Chroesjtsjov drukte hen op het hart, om geen overhaaste conclusies te trekken. De onderzoekscommissie stelde het officiële dodental vast op 90. Naast 57 militairen vonden 17 burgers de dood. Van de 49 gewonden lieten er 16 alsnog het leven. Na indiening van het eindrapport ontdekte men de stoffelijke resten van nog eens twee soldaten, wat de teller op 92 bracht (waarvan 74 militairen en 18 burgers). Recentere inschattingen gaan uit van 122 tot 200 doden. Het getal 122 gaat uit van 74 slachtoffers op het platform en 48 gewonden die naderhand aan brandwonden en/of blootstelling aan schadelijke stoffen bezweken, waaronder 84 militairen en 38 man burgerpersoneel.
Na opstelling van het eindrapport richtte Brezjnev zich tot de technische staf ter plaatse. Hij verklaarde dat de commissie niemand aan de schandpaal wou nagelen, want "Alle schuldigen zijn reeds gestraft" aldus de latere leider van de Sovjet-Unie.
 De onderzoekscommissie concludeerde dat de directe oorzaak van de ramp lag in tekortkomingen in het controlesysteem, die niet tijdig werden opgemerkt tijdens voorafgaande testen. Hierdoor schakelde de motor zich onverwacht in tijdens de voorbereidingen voor lancering. Daarnaast uitte zij scherpe kritiek op degenen, die de veiligheidsprocedures negeerden of naleving van deze protocollen niet afdwongen. Tevens deed zij de aanbeveling om zowel het controlesysteem als de voorbereidingen voor lancering door te lichten om de veiligheidsvoorschriften te verbeteren.

## Nasleep
Vanaf juni 1963 deed de R-16, ondanks alle aanloopproblemen, dienst in het Sovjet-leger. In 1974 maakte het SALT I-verdrag hier een einde aan.
Er werd op Bajkonoer een monument voor de slachtoffers opgericht, met de namen van de slachtoffers en een afbeelding hoe de lanceerplaats er toentertijd uitzag. Elders op de Russische lanceerbasis ligt een kist begraven, met daarin de stoffelijke resten van hen, die niet konden worden geïdentificeerd.  